# Artek (camp)
Pour les articles homonymes, voir Artek.
Le Centre international pour enfants Artek (en russe : Международный детский центр « Aртек », Mejdounarodny detski tsentr « Artek ») est un complexe de dix camps de vacances situé en Crimée, près des villes d'Aloupka, de Gourzouf et de Yalta.

## Historique
Le premier camp d'Artek fut inauguré le 16 juin 1925. À l'époque soviétique, c'était la colonie de vacances des pionniers la plus prestigieuse de l'Union soviétique. La plupart des camps d'Artek fonctionnaient toute l'année ayant une école secondaire pour que les enfants puissent y séjourner et étudier en dehors de la période estivale. La Crimée bénéficie d'un micro-climat méditerranéen à la fois maritime et de montagne, propice à la santé, au contraire de la rigueur de celui de la Russie continentale.
Quelques années après la Révolution d'Octobre, Lénine avait décidé que la Crimée serait désormais « un lieu de repos pour les travailleurs ». Ce devait être une réaction bolchevique au fait que depuis la fin du XIXe siècle, la péninsule était devenue un lieu de villégiature des classes dirigeantes et avait vu se multiplier les villas luxueuses. Lénine mourut le 21 janvier 1924, mais dès l'année suivante, un de ses amis, le docteur Simoniev Solokiov engagea la construction du camp d'Artek, dans le but d'accueillir de jeunes Moscovites malades.
Situé à quelques kilomètres de Yalta, à la limite est de la côte sud de la Crimée, ce camp fut établi entre la petite cité balnéaire de Gourzouf et le mont d'Aïou-Dag, autrement appelé « la Montagne de l'Ours ».
Le 16 juin 1925, les premiers enfants hébergés dans ces lieux hissèrent le premier drapeau de l'histoire d'Artek. À cette époque, il s'agissait seulement de quelques tentes mais, à partir de 1928, celles-ci furent remplacées par des baraquements militaires. En été 1936, l'écrivain français André Gide et ses accompagnateurs visitèrent le camp, épisode dont Gide fait état dans Retour de l'U.R.S.S., non sans noter le caractère « aristocratique » du camp.
Pendant l'occupation de la Crimée par l'Allemagne nazie, Artek fut utilisé par la Wehrmacht.
Paul Thorez, troisième fils de Maurice Thorez, qui a passé sa préadolescence en Union soviétique, dénoncera en 1982 un lieu de mensonge et de conformisme qu'il a fréquenté, dès juillet 1950, plusieurs mois avant l'arrivée de ses parents en URSS. Le fils de Maurice Thorez y raconte comment il est alors « quelque peu désabusé par l'art réaliste à la soviétique, omniprésent dans le camp de vacances d'Artek », soulignant qu'en France avec ses parents il fréquentait plutôt Fernand Léger ou Pablo Picasso. Le camp a vu se succéder près d'un million de jeunes entre six et seize ans.
À partir de 1957, le camp prit une allure résolument moderne. À l'instigation de Nikita Khrouchtchev, avec un mélange de béton, de métal et de verre, les bâtiments relevaient désormais d'une architecture d'avant-garde. La place était considérable puisque les constructions s'étalaient sur une zone de 230 hectares. Dans l'idée du leader soviétique de l'époque, la finalité d'Artek devait être multiple : « former des hommes nouveaux », en récompensant par ces vacances les jeunes pionniers, les familiariser à un mode de vie quasi militaire et enfin, accueillir des enfants étrangers pour montrer au monde ce qu'étaient des « enfants libres et heureux ». En 1958 est ainsi annoncé un plan d'échange d'enfants pendant les vacances scolaires entre l'Union soviétique et plusieurs pays (la France, l'Autriche, le Danemark, la Norvège, la Suède, la Finlande et la Yougoslavie). En quelque sorte, Artek devait servir de vitrine à l'URSS.
Puis Léonid Brejnev dirigea le pays et le petit réchauffement perçu à un moment avait fait place au recul glacial de la guerre froide. Les travaux dirigés par l'équipe d'Anatoli Polianski s'achevèrent un peu avant 1965, c'est-à-dire pour le quarantième anniversaire du camp.

## Après la dislocation de l'URSS
Après la dislocation de l'Union soviétique, en 1991, le camp des pionniers Artek, devenu le Centre international pour enfants, se retrouve sous l’autorité du gouvernement ukrainien. Sa vocation de colonie de vacances reste la même, mais son fonctionnement devient commercial. À partir de début 2009, Artek connaît de graves problèmes de financement et risque d'être fermé. Le 22 janvier 2009, l'agence d'information russe RIA Novosti relate la déclaration du directeur général Boris Novojilov selon laquelle les employés ne reçoivent pas leur salaire depuis trois mois, tandis que l’électricité manque d'être coupée pour impayés. Novojilov menace d'entamer une grève de la faim si les autorités continuent d'ignorer la situation catastrophique du camp,. Le 15 février 2009, une manifestation d'enfants et d'anciens d'Artek est organisée en faveur du maintien de l'infrastructure.
Après le rattachement de la Crimée par la Russie le 16 juin 2014, le Centre international pour enfants Artek est placé sous l’égide du ministère de l'Éducation et de la Science, qui établit un nouveau projet de développement du centre de loisirs. Entre 2014 et 2021, environ 300 millions d'euros sont ainsi dépensés, permettant de doter les 216 hectares du site de bâtiments ultramodernes (parcs, jardins, piscines, stade ou encore voiliers). Toute l'année, 3500 enfants et adolescents y sont désormais accueillis pour des séjours de trois semaines. Alors que l'Ukraine avait dévolu Artek aux jeunes défavorisés, la Russie renoue avec la période soviétique, lorsque le camp était réservé aux éléments les plus méritants du pays. Le Monde note ainsi : « Dans toutes les régions du pays, les élèves les plus doués ou les plus impliqués dans la vie sociale sont sélectionnés et envoyés à Artek ». Afin qu'il ne soit pas seulement dédié au repos mais aussi à l'éducation, du matériel de pointe en physique ou encore en médecine est aménagés. Les pensionnaires portent toujours un uniforme, mais différent de celui du temps de l'URSS. 3000 personnes y sont employées. Cet investissement s'inscrit dans une stratégie plus globale du président russe de faire de la Crimée une vitrine. Les enfants du président syrien Bachar el-Assad y ont séjourné.